# Joseph de Talhouët de Boishorand
Le comte Joseph de Talhouët de Boishorand (19 février 1742 à Quelneuc, Morbihan - 25 août 1804 / 7 fructidor an XII, Rennes) fut président à mortier du parlement de Bretagne et maire de Rennes de 1790 à décembre 1792.

## Biographie
Conseiller le 5 décembre 1770, puis président à Mortier au Parlement de Bretagne du 17 avril 1776 à 1789, député en Cour par ledit Parlement en 1788, président désigné par le Roi, de la Chambre de vacation formée à Rennes en janvier 1790, maire de Rennes en 1790, membre du Directoire départemental d'Ille-et-Vilaine, il fut élu député suppléant de ce département à la convention nationale pour remplacer le premier suppléant, Pierre François Maurel, qui avait été admis en place de Tardiveau, 8e député qui avait refusé son élection.  Talhouët bientôt démissionna de son poste de maire pour protester contre les excès de la Révolution ; incarcéré comme suspect à la prison de la Trinité de Rennes le 7 germinal an II (27 mars 1794), relaxé après quatre mois de captivité.
En 1783, il avait acheté le château de la Hunaudaye, qui fut incendié en 1793 lors de la Révolution française.